# Julián Juderías
Julián María Juderías y Loyot (Madrid, 16 de septiembre de 1877-Madrid, 19 de junio de 1918) fue un historiador, periodista, sociólogo, traductor e intérprete español, principal divulgador de la expresión y del concepto de «leyenda negra».

## Biografía
Nace en la casa familiar de la calle Goya de Madrid, en el seno de una familia ilustrada. Su padre, Mariano Juderías, era un conocido traductor y autor de ensayos históricos. Su madre fue la francesa Henriette Loyot (nacida en París en 1842)  y de sus ocho bisabuelos, dos eran españoles, cinco franceses y uno alemán.   

### Ingreso en la función pública
En agosto de 1894, a punto de cumplir los diecisiete años, siendo ya trilingüe (inglés y francés, además de la lengua propia), empieza a trabajar en el Ministerio de Estado, como joven de lenguas, puesto que mantendrá durante unos seis años en el ministerio en Madrid. Durante estos años conoce a la que será su mujer, Florinda Delgado, hija del oficial del ejército Cándido Delgado Llamas, natural de Santibáñez de Vidriales, en la provincia de Zamora, y que muere durante la guerra de Cuba, y de la madrileña Teresa González, con la que contrae matrimonio el 5 de abril de 1905 en la parroquia de San Marcos de Madrid, naciendo al año siguiente, en mayo de 1906 Clementina Juderías, su única hija.

### Viajes por el extranjero
En 1900, apenas cuatro días después de morir su padre, se le concede una plaza en la Escuela de Lenguas Orientales de París, con un sueldo anual de 3000 pesetas. Allí y en Leipzig estudió y perfeccionó sus conocimientos de ruso y de otras lenguas eslavas. En septiembre de 1901 lo nombran joven de lenguas en el consulado de España en Odesa. Permanece allí hasta diciembre de 1903, en que regresa a Madrid para "auxiliar en los trabajos de interpretación de lenguas". En febrero de 1904 gana la plaza de "intérprete de tercera clase", al haber acreditado sus dominios de las lenguas rusa y húngara. 

### Últimos años
El 16 de junio de 1914 fue distinguido con la Legión de Honor de la República Francesa. En febrero de 1918 es contratado por el periódico El Debate, en el que escribe artículos de política internacional y el 1 de marzo de ese mismo año se aprueba su ingreso en la Real Academia de la Historia. Contrae la conocida como gripe de 1918 y fallece en su casa de la calle Preciados el 19 de junio de ese mismo año de 1918: a su entierro acuden numerosas personalidades y pocos días después El Debate abre una suscripción nacional para evitar que su viuda y su hija queden desamparadas: el Senado aporta 2500 pesetas, el rey Alfonso XIII aporta 1000, lo mismo que la Real Academia de la Historia. Al finalizar la suscripción, se entregan a la familia casi 30 000 pesetas, el equivalente a unos cinco años de  sueldo del muerto.

## Obra
Durante su estancia en Rusia empieza a colaborar en la revista La Lectura de la que sería, desde 1909 hasta su muerte, redactor jefe. Durante años llevó la sección «Revista de revistas» dando cuenta y traduciendo artículos de las dieciséis lenguas que conocía: alemán, checo, búlgaro, croata, danés, francés, neerlandés, húngaro, inglés, italiano, noruego, portugués, rumano, ruso, serbio y sueco.
Su primera obra fue un ensayo sociológico sobre la condición del obrero en Rusia y estuvo, desde 1904 hasta su muerte, vinculado al Instituto de Reformas Sociales, investigando y comparando el trato que se daba en distintos países a cuestiones como la delincuencia juvenil, los tribunales de menores, la mendicidad, la prostitución y la trata de blancas y el pequeño crédito urbano y rural, hoy llamado microcréditos.
Escribió gran cantidad de obras eruditas, pero se le recuerda sobre todo por haber divulgado en una de ellas la expresión «leyenda negra» para referirse al trato incierto, exagerado o manipulado de los hechos de la historia de España, en cuestiones como el imperio español centroeuropeo e italiano, la Inquisición española o la conquista y colonización de América. Hasta la publicación de la primera biografía de Juderías (2007) se creyó que era el inventor de la expresión y del concepto, pero ahora sabemos que tuvo predecesores, como Emilia Pardo Bazán, en 1899, y Vicente Blasco Ibáñez en el marco de sus respectivas conferencias de París (1899) y Buenos Aires (1909). También se tenía a Juderías por un reaccionario, pero su biógrafo demostró que lejos de serlo, fue un destacado regeneracionista, vinculado a tres de los hitos del regeneracionismo español, el Ateneo de Madrid, la revista La Lectura y el Instituto de Reformas Sociales. Sus viajes, y la universalidad que le daba su comprensión de las culturas aparejadas a las lenguas, tienen también mucho que ver con otras importantes dimensiones de su obra: la sociología y la comparatística.
Quizá por las habilidades adquiridas al recopilar profesionalmente artículos, leyes y monografías sobre reformas sociales, dio en coleccionar también Historias de España en distintos idiomas y por tanto con distintos enfoques. Se dice que llegó a reunir veinticuatro, escritas en al menos cinco de las dieciséis lenguas que leía, más multitud de libros y artículos sobre temas de la historia de su nación, contados por escritores de otros países.
En 1913, Juderías ganó un concurso literario convocado por la revista La Ilustración Española y Americana con un trabajo sobre las supuestas manipulaciones, exageraciones o falsificaciones de los hechos históricos que han acabado, según algunos españoles, por asociarles individual y colectivamente, más que a otras naciones, atributos de fanatismo, crueldad, intolerancia, codicia, tiranía o gusto por los espectáculos bárbaros. La Inquisición, la Brevísima relación de la destrucción de las Indias, de fray Bartolomé de las Casas, la represión en los Países Bajos o la tauromaquia, son ejemplos en apoyo de esas atribuciones.
Tras la publicación en 1914 de «La leyenda negra y la verdad histórica» en La Ilustración Española y Americana, en cinco entregas repartidas en números de enero y febrero, lo reeditó ampliado («una ampliación, y si se quiere una ratificación», fue su propia presentación) en el mismo año, y publicó una segunda edición en 1917, añadiéndole un gran capítulo: «La obra de España». Esta segunda edición fue patrocinada por Juan Carlos Cebrián. Desde entonces han sido numerosas las reediciones de esa obra, siempre a partir de la segunda edición.
Las obras de Juderías, años después de su muerte, ejercerían una gran influencia sobre autores conservadores, como Ramiro de Maeztu y José María de Areilza. Este último trató de identificar las críticas al régimen de Franco con la leyenda negra y fue en gran parte responsable de que se reeditara de nuevo el clásico de Juderías.

## Publicaciones

### Historia
- Un proceso político en tiempos de Felipe III: don Rodrigo Calderón, marqués de Siete Iglesias; su vida, su proceso y su muerte, Madrid, Tip. de la Rev. de Archivos, 1906
- Los favoritos de Felipe III: don Pedro Franqueza, conde de Villalonga y Secretario de Estado, Madrid, Imprenta de la Revista de Archivos, 1909
- España en tiempos de Carlos II el Hechizado: obra que obtuvo el Premio Charro Hidalgo en el concurso abierto por el Ateneo de Madrid en 1908-1910, Madrid, Tip. de la Revista de Archivos, 1912
- Don Gaspar Melchor de Jovellanos: su vida, su tiempo, sus obras, su influencia social: obra premiada por la Real Academia de Ciencias Morales y Políticas, Madrid, Imp. de J. Ratés, 1913

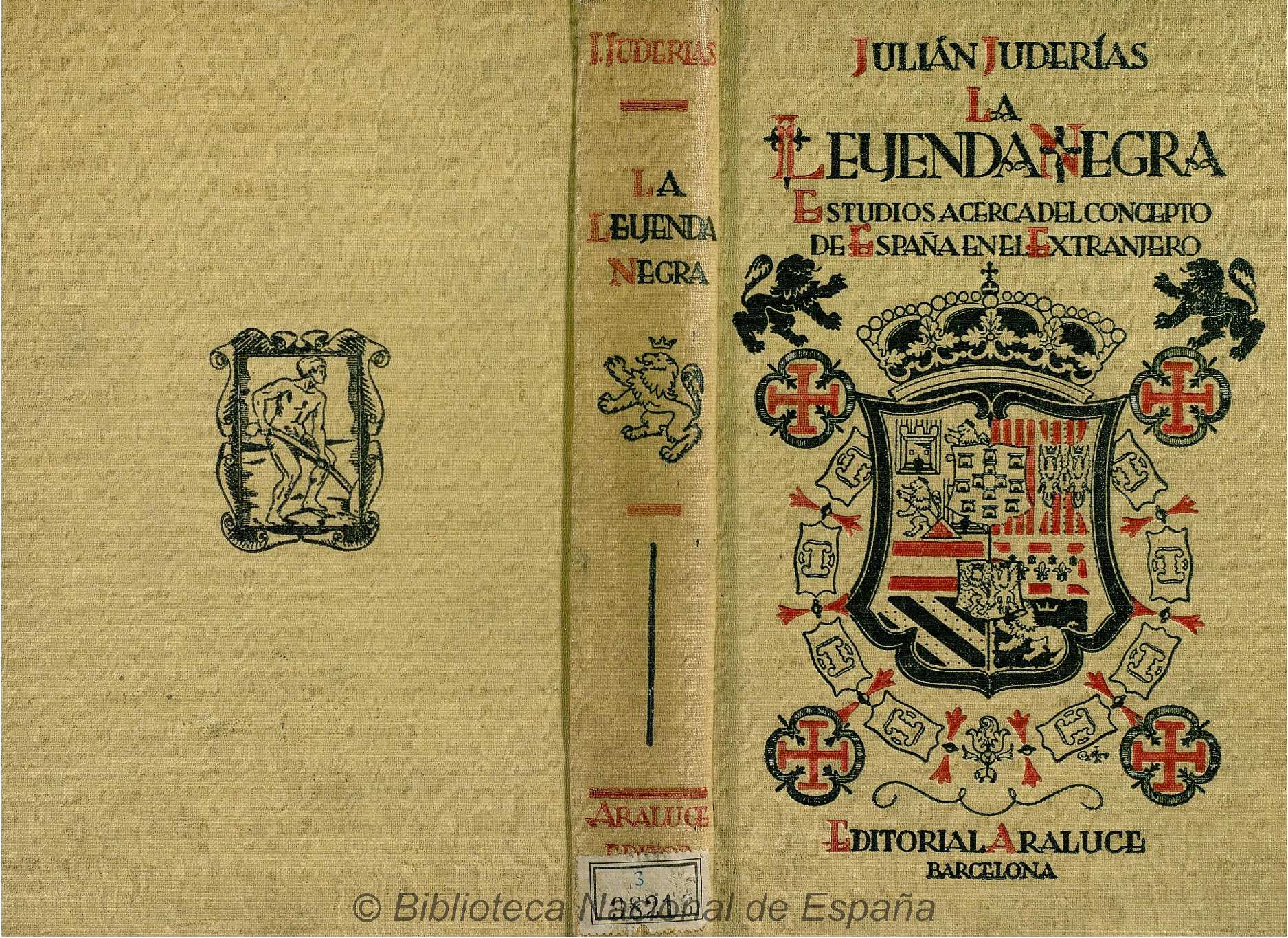
La leyenda negra (1943)

- La leyenda negra (1943)«La leyenda negra y la verdad histórica: España en Europa, trabajo premiado por La Ilustración Española y Americana en el concurso de 1913», La Ilustración Española y Americana, Madrid, enero-febrero de 1914
- La leyenda negra y la verdad histórica: contribución al estudio del concepto de España en Europa, de las causas de este concepto y de la tolerancia política y religiosa en los países civilizados, Madrid, Tip. de la Revista de Archivos, 1914
- Gibraltar: apuntes para la historia de la pérdida de esta plaza, de los sitios que le pusieron los españoles y de las negociaciones entre España e Inglaterra referentes a su restitución: 1704-1796, Madrid, Tip. de la Rev. de Archivos, 1915
- La leyenda negra: estudios acerca del concepto de España en el Extranjero: segunda edición completamente refundida, aumentada y provista de nuevas indicaciones bibliográficas, Barcelona, Araluce, 1917
- La reconstrucción de la historia de España desde el punto de vista nacional: discursos leídos ante la Real Academia de la Historia en el acto de su recepción pública por el Excmo. Sr. don Julián Juderías y Loyot y por el Excmo. Sr. don Jerónimo Bécker y González, académico de número, el 28 de abril de 1918, Madrid, Imprenta Clásica Española, 1918
- Don Francisco de Quevedo y Villegas: la época, el hombre, las doctrinas: obra premiada con accésit por la Real Academia de Ciencias Morales y Políticas en el concurso ordinario de 1917, Madrid, Establecimiento Tipográfico de Jaime Ratés, 1923.

### Sociología
- El obrero y la ley obrera en Rusia, Madrid, Ministerio de Estado, 1903, Madrid, Ministerio de Estado, 1903, publicado en la Gaceta de Madrid (24.6.1903)
- La miseria y la criminalidad en las grandes ciudades de Europa y América, Madrid, Imp. de Arias, 1906
- La protección a la infancia en el extranjero, Madrid, Imp. de Arias. 1908
- Los hombres inferiores: estudio acerca del pauperismo en los grandes centros de población, Madrid, 1909, vol. VII de la Biblioteca de Ciencias Penales
- La reglamentación de la prostitución y la trata de blancas, Madrid,1909
- Le Patronage Royal pour la repression de la traite des blanches et le Congrès de la Fédération Abolitioniste Internationale (Genève septembre 1908), Madrid, Suc. de Minuesa de los Ríos, 1908
- El problema de la mendicidad: medios prácticos de resolverlo, memoria que obtuvo el Premio del Ministro de la Gobernación en el concurso abierto en 1908 por la Sociedad Española de Higiene, Madrid, 1909
- Le petit crédit urbain et rural en Espagne, Bruxelles, Comité International de l’Association pour l’étude des problèmes des classes moyennes, 1909
- El problema del abolicionismo, memoria presentada al Congreso de la Asociación Española para el progreso de las Ciencias celebrado en Valencia, Madrid, 1909
- Los tribunales para niños: medios de implantarlos en España, ponencia presentada al Consejo Superior de Protección a la Infancia y publicada por éste, Madrid, 1910
- La trata de blancas: estudio de este problema en España y en el Extranjero, memoria premiada por la Sociedad Española de Higiene en el concurso de 1910, Madrid, 1911
- La higiene y su influencia en la legislación, memoria premiada por la Sociedad Española de Higiene en su concurso de 1911, Madrid, 1911
- La infancia abandonada: leyes e instituciones protectoras, memoria premiada por la Real Academia de Ciencias Morales y Políticas en el concurso de la fundación del señor d. José Santa María de Hita, Madrid, Imp. de J. Ratés, 1912
- La juventud delincuente: leyes e instituciones que tienden a su regeneración, memoria premiada por la Real Academia de Ciencias Morales y Políticas, Madrid, Imp. de J. Ratés, 1912
- Recueil des lois et ordonnances en vigueur pour la répression de la traite des blanches dans les principaux pays d’Europe et d’Amérique: fait au nom du Patronage Royal Espagnol pour la Repression de la Traite des Blanches, Madrid, Imp. Suc. de M. Minuesa de los Ríos, 1913
- Mendicidad y vagancia, ponencia para la Asamblea Nacional de Protección a la Infancia y represión de la mendicidad, 13-18 de abril de 1914; sección 3ª, Madrid, Imp. del Asilo de Huérfanos, 1914
- El problema de la infancia obrera en España, publicación de la Sección Española de la Asociación Internacional para la Protección Legal de los Trabajadores, Madrid, 1917
- Problemas de la infancia delincuente: la criminalidad, el tribunal, el reformatorio, Biblioteca «Pro-Infantia», Madrid, 1917.

### Política

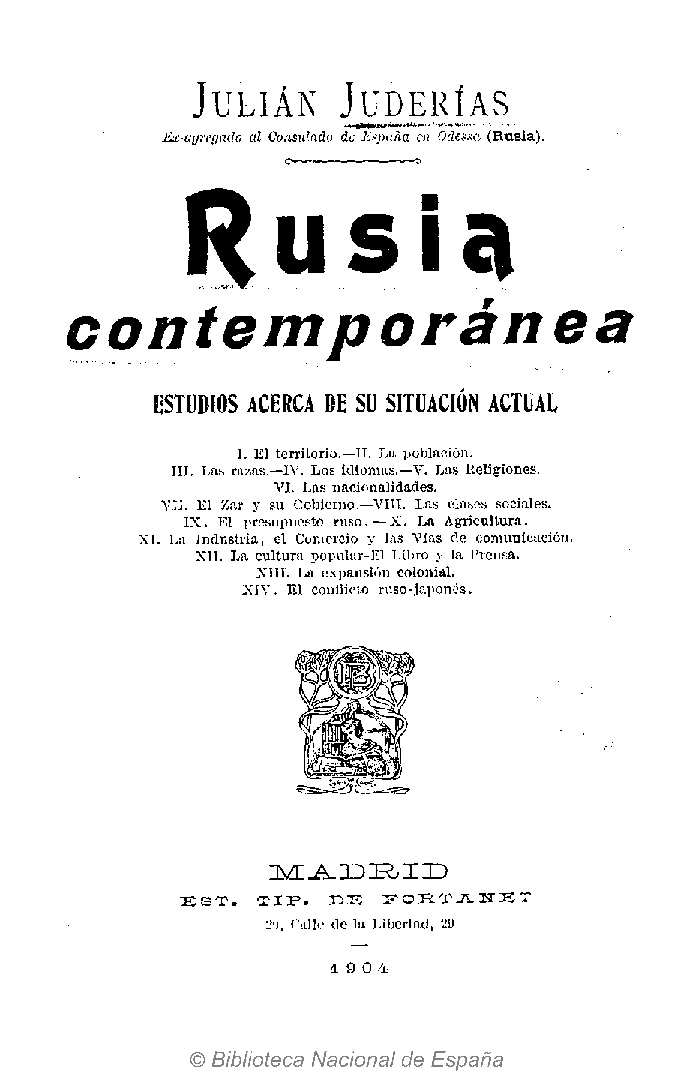
Rusia contemporánea (1904)

- Rusia contemporánea: estudios acerca de su situación actual, Madrid, Imp. de Fortanet, 1904.

### Traducciones
- Páginas eslavas: cuentos y narraciones de Gogol, Pushkin, Wagner, Marlinsky, Sagoskin, Gorki, etc. Madrid, Imp. Artes Gráficas, 1912 Incluye: La bruja, de Nikolái Gógol; El Kan y su hijo, de Máximo Gorki; Las dos cuñadas, de Mikhail Zagoskin; El velo rojo, de Marlinski; Myrrha, de Nikolai Wagner; La hidalga campesina, de Aleksandr Pushkin; La dama de pique; de Pushkin; Una noche extraordinaria, de Antón Chéjov; Dos cuentos populares, de León Tolstói
- Strindberg, August, «La señorita Julia» (Fröken Julie), «El padre» (Fadren), Madrid, Imp. Artes Gráficas, 1909
- Pushkin, Alexander, La hidalga campesina; Azar en el juego; El desafío, Madrid, Imp. de la Revista de Archivos, Bibliotecas y Museos, 1916 (reeditado en Madrid, Biblioteca El Sol, 1992)
- Andrieief, Leónidas, «Erase una vez...» La Lectura, 1913, I, págs. 45-58
- Dickens, Charles, «Documentos póstumos del club Pickwick» (fragmento), La Lectura, 1914, I, págs. 285-294
- Gatty, Margaret, «La nieve roja», La Lectura, 1913, II, págs. 170-177
- Hoffmann, E.T.A., «El tonelero de Núremberg», La Lectura, 1914, I, págs. 426-432; 1914, II, págs. 53-59, 150-160, 264-271, 395-402
- Pinheiro Chagas, João, «La cuna siniestra: leyenda histórica portuguesa», La Lectura, 1913, I, págs. 388-399; 1913, II, págs. 46-56
- Turguénev, Iván, «Un rey Lear de la estepa», La Lectura, 1913, II, págs. 295-301 417-427; 1913, III, págs. 49-56, 281-290, 414-429.
- Henry Rider Haggard, «Ella» 1908
- Henry Rider Haggard, «Ayesha el retorno de ella» 1909

### Artículos
- «Una boda regia a principios del siglo XVII», La España Moderna, mayo de 1906
- «Españoles y franceses en el siglo XVII», La Lectura, 1911, III, págs. 126 a 134
- «Madrid en tiempos de Carlos II el Hechizado», La Lectura, 1911, III, págs. 434 a 448
- «Estado político-militar de España a finales del siglo XVII», Revista técnica de Infantería y Caballería, agosto-septiembre de 1911
- «Políticos y militares españoles bajo el reinado de Carlos II», Revista técnica de Infantería y Caballería, enero-septiembre de 1912
- «La formación de la América Española según un libro reciente» (Les démocraties latines de l’Amérique, par J. García Calderón), La Lectura, 1913, I, págs. 11 a 19 y 142 a 154.
- «La candidatura de Hohenzollern al trono de España» (a propósito de los estudios de Richard Fester), La Lectura, 1913, II, págs. 307 a 309
- «El pensamiento político catalán durante la guerra del Rosellón según un libro reciente», La Lectura, 1913, III, págs 269 a 280
- «Felipe II según un libro reciente» (Fanatiques. Philippe II d’Espagne, par E. Clauzel), La Lectura, 1913, II, págs. 279 a 294
- «Los comienzos de una privanza», La Lectura, 1915, III, págs. 62 a 71 y 405 a 414
- «Los exploradores españoles del siglo XVI» (a propósito de la traducción del libro de Charles Lummis The Spanish Pioneers), La Lectura, 1916, I, págs. 192 a 197
- «España y sus políticos en tiempos de Mendizábal, según Lord Clarendon», La Lectura, 1917, III, págs. 242 a 253 y 362 a 375
- «Tomás Juan Barnardo», Revista Penitenciaria, 1906, págs 593 a 603
- «Juan Enrique Wichern y su sistema de educación protectora», Revista Penitenciaria, ¿1909? págs. 721 a 727
- «Un alma grande: Josefina Butler», La Lectura, 1909, II, págs. 407 a 422
- «Socialismo y sindicalismo» (a propósito del libro de Philip Snowden), La Lectura, 1913, III, págs, 439 a 444
- «La huelga minera inglesa en los periódicos y en las revistas», La Lectura, 1912, págs. 42 a 59 y 158 a 169
- «Alemania vista por un francés» (a propósito del libro de Jules Huret En Allemagne), La Lectura, 1909, III, págs. 198 a 202
- «La unidad imperial inglesa» (a propósito del libro Imperial Unity, por el Vizconde Milner), La Lectura, 1909, III, págs 318 a 324
- «Guillermo II, su carácter y sus ideas según un libro reciente», La Lectura, 1912, I, págs. 225 a 231
- «La prensa en los Estados Unidos», Nuestro Tiempo, 1912, I, págs. 79 a 87
- «El imperialismo japonés» (a propósito del libro de Henri Labroue L’Impérialisme japonais), La Lectura, 1912, I, págs. 386 a 394
- «Silueta egregia: Mutsu Hito, emperador del Japón», La Lectura, 1912, III págs. 1-8
- «El Times de Londres, sus orígenes y su organización», La Lectura, 1912, III, págs. 142-149
- «En los Balkanes: los estados, las razas, las ambiciones», La Lectura, 1912, III págs. 238-248
- «El tratado hispano-francés ante el Parlamento español», La Lectura, 1913 I, págs. 20-44 y 155-178, exposición de distintos puntos de vista mantenidos en el Congreso
- «Los secretos de la prensa europea: un libro sensacional. A propósito de la obra de Joseph Eberle Grossmacht presse», La Lectura, 1913 II 409-416; 1913 III, págs. 40 a 48
- «Literatura de la guerra» (bibliografía de la guerra europea), La Lectura, más de veinte recensiones repartidas entre 1914 y 1918
- «Don Antonio Maura y los problemas de la vida española», La Lectura, 1917 II
- «Chejov», La Lectura, 1902, III, págs. 165-170
- «Nicolás Vasilievich Gogol. A propósito de su primer centenario», La Lectura, 1909 I, págs. 414-430
- «Tolstoi en la intimidad» (a propósito del libro de Serge Persky Tolstoi Intime), La Lectura, 1909 III, págs. 440-449
- «El triunfo de la imaginación: Selma Lagerlöf», La Lectura, 1910 I, págs 44-52
- «Una nueva biografía de Dickens» (a propósito de un libro de Chesterton, Charles Dickens), La Lectura, 1910, I, págs 74-85
- «La literatura contemporánea en Rusia», Nuestro Tiempo, 1910, III, págs. 85-96
- «El conde León Nicolaievich Tolstoi: apuntes biográficos», La Lectura, 1910 III, págs. 392-405
- «Tolstoi y la prensa europea», 1910 III, págs. 405-421
- «August Strindberg», La Lectura, 1912 II, págs. 233-245
- «Un filósofo del amor: Remy de Gourmont», Nuestro Tiempo, 1912, III, págs. 293-300
- «La correspondencia de don Juan Valera», La Lectura, 1913 I, págs. 130-142 (firma como Bénder)
- «Shakespeare no fue autor dramático» (a propósito del libro de Célestin Demblon Lord Rutland et Shakespeare), La Lectura, 1913 I, págs. 244-253
- «La muerte, según Maeterlinck», La Lectura, 1913, II, págs. 34-45
- «Romancerillo del Plata. A propósito del libro de Ciro Bayo», La Lectura, 1913 II, págs. 438-442
- «Vida y aventuras de Fray Tiburcio de Redin. A propósito del libro de don Julio Puyol y Alonso», La Lectura, 1913 III, págs. 448-452
- «Don Juan Valera: apuntes para su biografía», La Lectura, 1913 III págs. 151-159; 245-256; 393-404; 1914 I, págs. 32-38; 166-174; 396-408; 1914 II págs. 138-149; 254-263
- «La bondad, la tolerancia y el optimismo en las obras de don Juan Valera», La Ilustración Española y Americana, agosto-septiembre de 1914.
- «Los orígenes de Gil Blas de Santillana», La Lectura, 1916 I, págs. 280-286; 395-400; 1916 II, págs. 47-56.
- «La idea del Quijote en España y su evolución», La Lectura, 1916 II, págs. 140-144; 287-295
- «La novela uruguaya», La Lectura, 1917 I, págs. 19-31
- «Don Juan Valera y don Gumersindo Laverde: fragmentos de una correspondencia médica», 1917 III págs. 15-27; 165-178
- «Tristezas de la guerra» (a propósito de Sous le joug de la guerre. Impressions d’un petit homme des grands jours, de Léonid Andreief), 1918, I, págs. 47-57
- «La literatura norteamericana en España. A propósito de un libro», La Lectura, 1918 I, págs. 350-355
- «La España moderna. Das moderne Spanien, von Gustav Diercks», La Lectura, 1910, I, págs 59-75
- «La verdad acerca de España. The truth about Spain, by G. H. Ward», La Lectura, 1911, págs. 228-239
- «La vida doméstica en España. Home life in Spain, by S. L. Bensusan», La Lectura, 1911, II, págs. 206-217
- «Cuatro meses a pie por España. Four months afoot in Spain, by Harry A. Frank», La Lectura, 1912, II, págs. 83-86
- «Un nuevo libro acerca de España. A propósito de Spanien Kulturbilleder, de Karl Bratli», La Lectura, 1913, I, págs. 303-306.

### Artículos enEl Debate
- «El Cardenal Cisneros y M. Pitollet», 10.2.1918
- «Don Quebrantahuesos, grande de España», 2.3.1918
- «España y la opinión pública alemana», 16.3.1918
- «El ejemplo de Cristo, según Don Francisco de Quevedo», 30.3.1918
- «Los españoles no éramos latinos en 1890: ¿lo somos en 1918?, 18.4.1918
- «Don Quijote en Irlanda», 27.4.1918
- «Don Quijote en Irlanda», 1º.5.1918
- «Cómo tomaron los españoles Amiens en 1597», 11.5.1918
- «Una defensa absurda de nuestra colonización» 30.5.1918

#### Bajo el seudónimo Marcos de Obregón
- «Rectificaciones históricas», 8.2.1918
- «Las ideas de Mr. Wilson», 14.2.1918
- «Candor de los yanquis», 21.2.1918
- «Un plagio intolerable», 7.3.1918
- «Los socialistas alemanes y la Conferencia de Londres», 20.3.1918
- «Espejo de neutrales», 22.3.1918
- «Sociedad libre de Naciones o England, America & Cº Limited», 6.4.1918
- «¿Quién impidió la conciliación entre España y los Estados Unidos en 1898?», 8.4.1918
- «Un debate parlamentario acerca de Gibraltar en 1782», 10.4.1918
- «¿Se desmorona el Imperio británico?», 14.4.1918
- «Bélgica e Irlanda», 24.4.1918
- «Irlanda en el siglo XIX: insistiendo», 4.5.1918
- «España, Inglaterra, Gibraltar, etc: rectificando», 6.5.1918
- «Cosas de Irlanda: nueva réplica a 'Anglo-Irlandés'», 8.5.1918
- «La aportación de la Múltiple (tercera y última réplica a Anglo-Irlandés», 14.5.1918
- «Bélgica e Irlanda: epílogo a una polémica», 22.5.1918
- «Francia y el corso en 1796», 24.5.1918
- «Por qué fracasó la tentativa de paz del Emperador Carlos», 27.5.1915
- «La culta Europa y los salvajes de África», 5.6.1918